# Филип (име)
Филип(tele ) (гр. Φίλιππος, од φιλος (philos) "пријатељ, друг" и ‘ιππος (hippos) "коњ" ) је мушко име грчког порекла, које се користи у скандинавским земљама, Чешкој, Пољској, Холандији, Бугарској, Хрватској, Србији, Словенији, Македонији, Мађарској, Румунији. Потиче из грчког „Philippos“ (Φίλιππος) у значењу „љубитељ (пријатељ) коња“.

## Историјат
Само деца племенитог порекла у старом веку називана су овим именом, јер је поседовање коња била привилегија богатих.
Први за кога је познато да се звао Филип је македонски краљ, отац Александра Великог. На католичком западу име се појавило захваљујући удаји руске кнегиње Ане за француског краља Анрија Првог, чији је син назван Филип Први. Један од дванаесторице Христових апостола звао се Филип, па је ово име постало често у хришћанским земљама.Ово име је такође носило и неколико Шпанских краљева, од којих је најпознатији Филип I. Због непостојања гласа ф у говору, код нас се име Филип појављивало у облицима Пилип и Вилип.

## Имендани
Имендан се слави у више земаља:
- Бугарска: 14. новембар
- Чешка: 26. мај
- Словачка: 23. август
- Пољска: 11. април, 1. мај, 11. мај, 26. мај, 10. јул, 23. август, 13. септембар, 22. октобар, 24. октобар
- Шведска: 2. мај
- Србија: 27. новембар

## Популарност
Популарно је у свим језицима хришћанских народа, захваљујући томе што се тако звао један од дванаесторице Христових апостола. Познати Филип био је и македонски краљ, отац Александра Великог, али се тако звало још неколико владара античке Македоније, као и Француске, одакле се раширило по западној Европи. Ово име од 1900. до 2005. никада није било међу првих 1.000 имена у САД, али је зато у периоду од 1998. до 2007. увек било у самом врху популарности (међу првих десет) у Шведској, а 2004. међу првих сто у Канади. У Норвешкој је у периоду од 2004. до 2007. било међу првих 150, у Немачкој је 2007. било на 211. месту, а у Квебеку је исте године било на 522. Име је популарно и у многим другим земљама.

## Изведена имена
Женски облик овог имена је Филипа, а од њега изведена су имена Филипа, Филипина и Филипинка.

## Карактеристике
Особа која очарава. Често носи браду. Ови људи су углавном високи, стидљиви, врло слатки, дражесни и племенити.